# Classics (album de Ratatat)
Pour les articles homonymes, voir Classics.
Albums de Ratatat
Ratatat Remixes Vol. 1
(2004) Ratatat Remixes Vol. 2
(2007)
Classics est le deuxième album du groupe Ratatat, paru en 2006. Il s'agit d'un album instrumental mélangeant les sonorités électro, hip-hop d'Evan Mast ainsi que les mélodies et harmonies des guitares électriques de Mike Stroud.
Cet album a été enregistré, pour partie, au nord de New-York, dans une maison appartenant à Björk.
L'album contient Wildcat, premier single de Ratatat.

## Liste des morceaux
| 1.    | Montanita     | 5:00 |
| 2.    | Lex           | 4:29 |
| 3.    | Gettysburg    | 5:27 |
| 4.    | Wildcat       | 4:20 |
| 5.    | Tropicana     | 4:36 |
| 6.    | Loud Pipes    | 3:46 |
| 7.    | Kennedy       | 3:34 |
| 8.    | Swisha        | 3:49 |
| 9.    | Nostrand      | 3:04 |
| 10.   | Tacobel Canon | 4:26 |
| 42:31 |               |      |